# Saint-Gilles (Indre)
Saint-Gilles is een gemeente in het Franse departement Indre (regio Centre-Val de Loire) en telt 109 inwoners (2016). De plaats maakt deel uit van het arrondissement Le Blanc.

## Geografie
De oppervlakte van Saint-Gilles bedraagt 7,68 km², de bevolkingsdichtheid is dus 14 inwoners per km².
De onderstaande kaart toont de ligging van Saint-Gilles (Indre) met de belangrijkste infrastructuur en aangrenzende gemeenten.

## Demografie
Onderstaande figuur toont het verloop van het inwonertal (bron: INSEE-tellingen).